# Brélès
 Brélès  (en bretón Brelez) es una población y comuna francesa, situada en la región de Bretaña, departamento de Finisterre, en el distrito de Brest y cantón de Ploudalmézeau.

## Demografía
| 689 | 624 | 528 | 600 | 763 | 749 |
| Para los censos de 1962 a 1999 la población legal corresponde a la población sin duplicidades (Fuente: INSEE [Consultar]) |     |     |     |     |     |